# La Tour-d'Auvergne
La Tour-d'Auvergne is een gemeente in het Franse departement Puy-de-Dôme (regio Auvergne-Rhône-Alpes) en telt 719 inwoners (1999). De plaats maakt deel uit van het arrondissement Issoire.

## Geografie
De oppervlakte van La Tour-d'Auvergne bedraagt 48,6 km², de bevolkingsdichtheid is 14,8 inwoners per km².

## Voorzieningen
In het dorp is een kleine supermarkt, apotheek, souvenirwinkel, slagerij, bakker, bank (Credit Agricole), café-restaurant, café en een aantal hotels aanwezig. Beneden bij de rivier is camping "La Chauderie" (Nederlandse eigenaren) en camping "La Vallee". Naast het dorp is een meertje met een grasstrandje waar in de zomermaanden "bewaakt" zwemmen mogelijk is.

## Geschiedenis
(Daar wordt de naam geschreven zonder koppelteken)
De onderstaande kaart toont de ligging van La Tour-d'Auvergne met de belangrijkste infrastructuur en aangrenzende gemeenten.

## Demografie
Onderstaande figuur toont het verloop van het inwonertal (bron: INSEE-tellingen).